# Jędrzej Polak
Jędrzej Polak (ur. 30 lipca 1958 w Łodzi, zm. 9 kwietnia 2020) – polski tłumacz i dziennikarz.

## Życiorys
Był absolwentem IV Liceum Ogólnokształcącego im. Emilii Sczanieckiej w Łodzi i studiów anglistycznych na Uniwersytecie im. Adama Mickiewicza w Poznaniu (1984). Od 1991 zajmował się tłumaczeniami, m.in. literatury pięknej z języka angielskiego. Wśród przetłumaczonych przez niego książek są m.in.:
- 2001: Odyseja kosmiczna (1990), 2010: Odyseja kosmiczna (1995) i 2061: Odyseja kosmiczna (1995) Arthura C. Clarke’a
- Nemezis Isaaca Asimova (1991)
- Wściekłość i wrzask (1993) i Stary (1994) Williama Faulknera
- Stary człowiek i morze Ernesta Hemingwaya (1993)
- Na żywo z Golgoty Gore Vidala (1993)
- American Psycho (1994), Informatorzy (1995) i (Od)loty godowe (2005) Breta Eastona Ellisa
- Martwa natura z dzięciołem (1995) i Na wpół uśpieni w żabich piżamach (1996) Toma Robbinsa
- Jądro ciemności Josepha Conrada (1996)
- Raport Pelikana Johna Grishama (1996)
- Wierność w stereo Nicka Hornby’ego (1996)
- Rącze konie (1996), Przeprawa (2000) Cormaca McCarthy’ego
- Trainspotting Irvine Welsha (1997) – pierwsze wydanie jako Ślepe tory
- Diamentowy wiek (1997) i Zamieć (1999) Neala Stephensona
- Idź, zapytaj Alice (1999)
- Zagubione wybrzeże Denisa Johnsona (2001)
- Łaskawa ziemia (2006), Synowie (2006), Dom w ruinie (2006) i Ta trzcina żyje (2010) Pearl S. Buck
- O czym mówię, kiedy mówię o bieganiu Harukiego Murakamiego (2008)
- Grecki skarb Irvinga Stone’a (2008)
- Tony i Susan Austina Wrighta (2011) – drugie wydanie jako Zwierzęta nocy
- Przygody Tomka Sawyera Marka Twaina (2012)
- Wspomnienia bitniczki Diane di Prima (2013)
- Vineland Thomasa Pynchona (2015)
- Honor krwi Toma Wolfe’a (2015)
- Drwale (2017) i Kroniki portowe (2018) E. Annie Proulx
- Dni bez końca Sebastiana Barry'ego  (2019)
- Śpiewajcie, z prochów, śpiewajcie (2019) i Zbieranie kości (2020) Jesmyn Ward

W latach 1993–2015 pracował także jako dziennikarz i redaktor literacki. Był autorem książki Życie jest gejem (2008).